# Orobanche solenanthi
Orobanche solenanthi är en snyltrotsväxtart som beskrevs av Ivan Vassiljevich Novopokrovsky och Pissjauk.. Orobanche solenanthi ingår i släktet snyltrötter, och familjen snyltrotsväxter. Inga underarter finns listade i Catalogue of Life.